# 红喉北蜂鸟
是雨燕目蜂鸟科的一种鸟，它是迄今为止北美密西西比河以东最常见的蜂鸟。

## 描述
红喉北蜂鸟是在美国东部和加拿大东部繁殖的最小的鸟类物种。这种蜂鸟通常长度为7到9厘米，翼展为8到11厘米。重2至6克，其中雄性平均为3.4克，雌性略大，平均为3.8克。成鸟上半部为绿色，腹部为灰白色，翼近黑色。喙长度可达2厘米，修长且笔直。与其他蜂鸟一样，其脚和趾非常小，中间的趾约0.6厘米长。
该物种两性异形，每年换羽一次，自夏末开始。

## 习性和分布

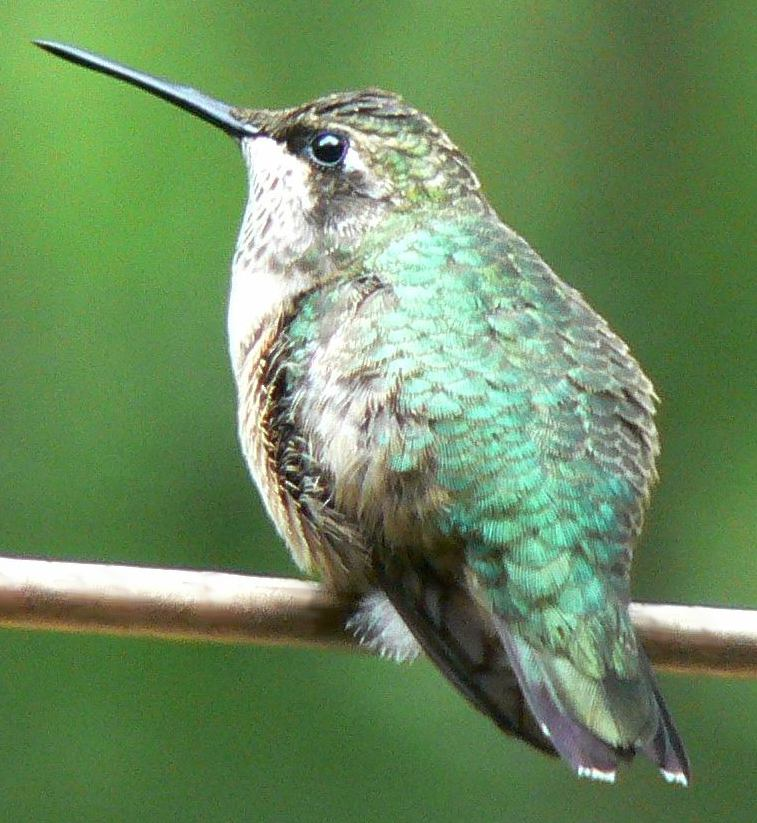
Female Ruby-throated Hummingbird, Gadsden Co., Florida

繁殖于整个北美东部和加拿大草原的落叶松林和森林边缘，果园和花园等地。雌性在灌木或乔木上的受到良好遮蔽的位置建巢。是美国繁殖范围最大的蜂鸟
红喉北蜂鸟是候鸟，越冬于佛罗里达州、墨西哥南部和中美洲，南至巴拿马最西部，和西印度群岛。